# Vancouver Canucks
De Vancouver Canucks is een professioneel National Hockey League-ijshockeyteam uit Vancouver, Brits-Columbia (Canada). Het team speelt in de Rogers Arena. De club  is opgericht in 1945 en speelt sinds 1970 als een franchise in de NHL.

## Geschiedenis

### Western Hockey League
In 1945 werd in Vancouver, Brits-Columbia, een ijshockeyteam opgericht met de naam de Vancouver Canucks, naar de bijnaam voor een Canadees. Ze kwamen uit in een amateurcompetitie bestaande uit clubs van de Pacifische kust en werden in het eerste en derde jaar kampioen. In 1952 fuseerde deze competitie met enkele andere tot de professionele Western Hockey League (WHL). Met spelers als Tony Esposito werden de Canucks meerdere keren kampioen van de WHL, namelijk in 1958, 1960, 1969 en 1970. De grotere National Hockey League wilde een verdubbeling van het aantal teams, zes, in 1967. Vancouver was een van de gegadigden, maar dankzij de eigenaren van de Detroit Red Wings en Toronto Maple Leafs, die vonden dat het stadion niet goed genoeg was, werden de Canucks gepasseerd. In 1970 werd het team verkocht aan andere eigenaren en na veel aandringen en een nieuw stadion, het Pacific Coliseum, mocht Vancouver voortaan spelen in de NHL voor de prijs van zes miljoen dollar, het drievoudige van het bedrag dat in 1967 betaald moest worden.

### National Hockey League
In 1975 eindigden de Canucks als eersten in hun divisie, maar de eerste tien jaar waren eigenlijk middelmatig: ze haalden maar twee keer de play-offs van de Stanley Cup. In 1982 zorgden de Canucks voor een grote verrassing door de finale te halen, maar die verloren ze van de ijzersterke New York Islanders met 4-0. Dat was de derde keer achter elkaar dat de Islanders de Cup naar New York brachten. De rest van de jaren 80 waren weer middelmatig met vier play-off-optredens die alle in de eerste ronde eindigden.
Begin jaren 90 begon het in Vancouver te draaien aan de hand van aanvoerder Trevor Linden en topaanvaller Pavel Bure. In 1992 en '93 won het team de divisie en in 1994 werd weer de Stanley Cupfinale gehaald. Deze keer was de New York Rangers de tegenstander en weer verloor Vancouver van een ploeg uit New York, maar nu wisten ze het te rekken tot de beslissende zevende wedstrijd die eindigde in 3-2. Linden werd in 1998 geruild voor Todd Bertuzzi (hij zou in 2001 terugkeren naar Vancouver) en sterspelers als Markus Näslund, Ed Jovanovski en Mark Messier werden gehaald. In 1999 werd de Sedin-tweeling gehaald, Henrik en Daniel. Tot successen leidde het echter niet, van 1996 tot 2001 werd er niet gespeeld in de play-offs. Bovendien heeft Vancouver sinds 1994 nog nooit de tweede ronde overleefd. De Canucks zijn sinds 1994 op papier een sterk team, maar ze hebben het nooit waargemaakt.
In de zomer van 2006 werd Bertuzzi geruild voor Florida Panthers' goalie Roberto Luongo. Na een succesvol jaar waarin Vancouver het eigen puntenrecord verbrak en Luongo het record in wins verbrak, kwalificeerden de Canucks zich voor de play-offs. De Dallas Stars werden verslagen waarna de "Nucks" strandden op de latere Stanley Cup-winnaar de Anaheim Ducks. Het jaar 2008 werd het einde van een tijdperk. Er kwam een nieuw tenue, Dave Nonis werd ontslagen, Trevor (vander) Linden stopte met ijshockey, en ook werd het contract van Markus Naslund niet verlengd. De Canucks haalden de play-offs niet in 2008. Ze sloten het seizoen af met een 1-7 in eigen huis tegen de Calgary Flames, een wedstrijd waarin Jarome Iginla een grote rol opeiste. In zowel 2009 als 2010 waren de Chicago Blackhawks te sterk voor de Canucks in de play-offs. In 2011 verloren ze de Stanley Cup Finale van de Boston Bruins. Zo gaat de reeks van 40 jaar geen Stanley Cup voor de Vancouver Canucks door.

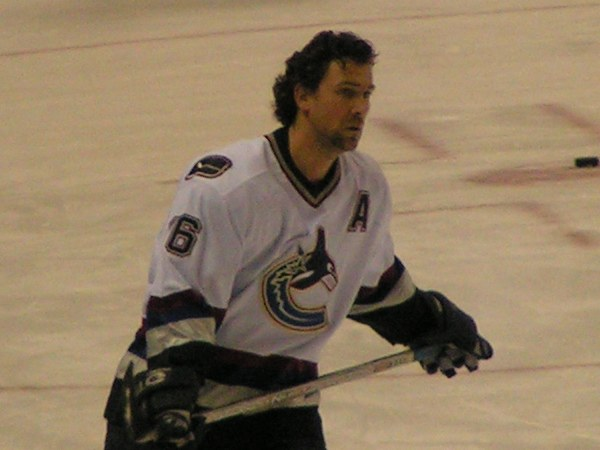
Trevor Linden in zijn tweede periode voor de Canucks

## Prijzen
- Clarence S. Campbell Bowl - 1981-1982 en 1993-1994
- Smythe Division Winnaars - 1974-1975, 1991-1992 en 1992-1993
- Northwest Division Winnaars - 2003-2004, 2006-2007, 2008-2009, 2009-2010, 2010-2011, 2011-2012, 2012-2013
- Western Conference Winnaars - 1981-1982, 1993-1994, 2010-2011
- President Trophy Winnaars - 2010-2011, 2011-2012

## Play-off-optreden
- 2016 - Play-offs niet gehaald
- 2015 - Kwart Finale West (Calgary Flames)
- 2014 - Play-offs niet gehaald
- 2013 - Kwart Finale West (San Jose Sharks)
- 2012 - Kwart Finale West (Los Angeles Kings)
- 2011 - Stanley Cup Finale (Boston Bruins)
- 2010 - Halve Finale West (Chicago Blackhawks)
- 2009 - Halve Finale West (Chicago Blackhawks)
- 2008 - Play-offs niet gehaald
- 2007 - Halve Finale West (Anaheim Ducks)
- 2006 - Play-offs niet gehaald
- 2005 - NHL Lockout
- 2004 - Kwart Finale West (Calgary Flames)
- 2003 - Halve Finale West (Minnesota Wild)
- 2002 - Kwart Finale West (Detroit Red Wings)
- 2001 - Kwart Finale West (Colorado Avalanche)
- 2000 - Play-offs niet gehaald
- 1999 - Play-offs niet gehaald
- 1998 - Play-offs niet gehaald
- 1997 - Play-offs niet gehaald
- 1996 - Kwart Finale West (Colorado Avalanche)
- 1995 - Halve Finale West(Chicago Blackhawks)
- 1994 - Stanley Cup Finale (New York Rangers)
- 1993 - Finale West (Los Angeles Kings)
- 1992 - Finale West (Edmonton Oilers)
- 1991 - Halve Finale West (Los Angeles Kings)
- 1990 - Play-offs niet gehaald
- 1989 - Halve Finale West (Calgary Flames)
- 1988 - Play-offs niet gehaald
- 1987 - Play-offs niet gehaald
- 1986 - Halve Finale West (Edmonton Oilers)
- 1985 - Play-offs niet gehaald
- 1984 - Halve Finale West (Calgary Flames)
- 1983 - Halve Finale West (Calgary Flames)
- 1982 - Stanley Cup Finale (New York Islanders)
- 1981 - Kwalificatie ronde (Buffalo Sabres)
- 1980 - Kwalificatie ronde (Buffalo Sabres)
- 1979 - Kwalificatie ronde (Philadelphia Flyers)
- 1978 - Play-offs niet gehaald
- 1977 - Play-offs niet gehaald
- 1976 - Kwalificatie ronde (New York Islanders)
- 1975 - Kwart Finale West (Montreal Canadiens)
- 1974 - Play-offs niet gehaald
- 1973 - Play-offs niet gehaald
- 1972 - Play-offs niet gehaald
- 1971 - Play-offs niet gehaald
- 1970 - Eerste seizoen in de NHL

De play-offs werken sinds een lange tijd op deze manier:
- Na 82 wedstrijden in de reguliere NHL kwalificeren 16 ploegen zich voor de play-offs
- Alle deelnemers komen in de kwartfinales van hun divisie (West/Oost)
- De winnaars gaan naar de halve finales van hun divisie (West/Oost)
- De winnaars gaan naar de finale van hun divisie (West/Oost)
- De winnaars van Oost en West nemen het tegen elkaar op in de Stanley Cup Finale
- In de play-offs geld de best of seven-regel. Er zijn 7 wedstrijden om de serie te beslissen. Bij een stand van 4-0 hoeven de overige wedstrijden niet meegespeeld te worden. Zodra 1 ploeg 4 overwinningen heeft is de serie voorbij.

## Eerste ronde-drafts
- 1970: Dale Tallon (2nd overall)
- 1971: Jocelyn Guevremont (3rd overall)
- 1972: Don Lever (3rd overall)
- 1973: Dennis Ververgaert (3rd overall) & Bob Dailey (9th overall)
- 1974: None
- 1975: Rick Blight (10th overall)
- 1976: None
- 1977: Jere Gillis (4th overall)
- 1978: Bill Derlago (4th overall)
- 1979: Rick Vaive (5th overall)
- 1980: Rick Lanz (7th overall)
- 1981: Garth Butcher (10th overall)
- 1982: Michel Petit (11th overall)
- 1983: Cam Neely (8th overall)
- 1984: J. J. Daigneault (10th overall)
- 1985: Jim Sandlak (4th overall)
- 1986: Dan Woodley (7th overall)
- 1987: None
- 1988: Trevor Linden (2nd overall)
- 1989: Jason Herter (8th overall)

- 1990: Petr Nedved (2nd overall) & Shawn Antoski (18th overall)
- 1991: Alek Stojanov (7th overall)
- 1992: Libor Polasek (21st overall)
- 1993: Mike Wilson (20th overall)
- 1994: Mattias Ohlund (13th overall)
- 1995: None
- 1996: Josh Holden (12th overall)
- 1997: Brad Ference (10th overall)
- 1998: Bryan Allen (4th overall)
- 1999: Daniel Sedin (2nd overall) & Henrik Sedin (3rd overall)
- 2000: Nathan Smith (23rd overall)
- 2001: R.J. Umberger (16th overall)
- 2002: None
- 2003: Ryan Kesler (23rd overall)
- 2004: Cory Schneider (26th overall)
- 2005: Luc Bourdon (10th overall)
- 2006: Michael Grabner (14th overall)
- 2007: Patrick White (25th overall
- 2008: Cody Hodgson (10th overall)
- 2009: Jordan Schroeder (22nd overall)
- 2010: None
- 2011: Nicklas Jensen (29th overall)
- 2012: Brendan Gaunce (26th overall)

## Franchise-records
- Meeste goals in een seizoen: Pavel Bure, 60 (1992-1993 & 1993-1994)
- Meeste assists in een seizoen: Henrik Sedin 83 (2009/2010)
- Meeste punten in een seizoen: Hendrik Sedin, 112 (2009-2010)
- Meeste penaltyminuten in een seizoen: Donald Brashear, 372 (1997-1998)
- Meeste punten in een seizoen door een verdediger: Doug Lidster, 63 (1986-1987)
- Meeste punten in een seizoen door een rookie: Ivan Hlinka; Pavel Bure, 60 (1981-1982; 1991-1992)
- Meeste overwinningen in een seizoen: Roberto Luongo, 43 (2006-2007)
- Meeste shutouts in een seizoen: Roberto Luongo, 8 (2008-2009)
- Beste goals tegen gemiddelde in een seizoen: Dan Cloutier, 2.27 (2003-2004)
- Beste save percentage in een seizoen: Dan Cloutier, .914 (2003-2004)

## Spelers

### Huidige selectie
Bijgewerkt tot 16 oktober 2021 
| #  | Naam                 | Nationaliteit    | Pos. |
| -- | -------------------- | ---------------- | ---- |
| 6  | Brock Boeser         | Verenigde Staten | RW   |
| 39 | Alex Chiasson        | Canada           | RW   |
| 18 | Jason Dickinson      | Canada           | C    |
| 73 | Justin Dowling       | Canada           | C    |
| 8  | Conor Garland        | Verenigde Staten | RW   |
| 15 | Matthew Highmore     | Canada           | C    |
| 21 | Nils Hoglander       | Zweden           | LW   |
| 53 | Bo Horvat            | Canada           | C    |
| 91 | Juho Lammikko        | Finland          | LW   |
| 9  | J.T. Miller          | Verenigde Staten | C    |
| 70 | Tanner Pearson       | Canada           | LW   |
| 7  | Nic Petan            | Canada           | C    |
| 40 | Elias Pettersson     | Zweden           | C    |
| 92 | Vasily Podkolzin     | Rusland          | RW   |
| 4  | Madison Bowey        | Canada           | D    |
| 44 | Kyle Burroughs       | Canada           | D    |
| 23 | Oliver Ekman-Larsson | Zweden           | D    |
| 43 | Quinn Hughes         | Verenigde Staten | D    |
| 77 | Brad Hunt            | Canada           | D    |
| 57 | Tyler Myers          | Verenigde Staten | D    |
| 5  | Tucker Poolman       | Verenigde Staten | D    |
| 3  | Jack Rathbone        | Verenigde Staten | D    |
| 2  | Luke Schenn          | Canada           | D    |
| 35 | Thatcher Demko       | Verenigde Staten | GK   |
| 41 | Jaroslav Halak       | Slowakije        | GK   |

### Bekende spelers
- Andy Bathgate (1952-1954 en 1968-1970)
- Allan Stanley (1953-1954)Markus Näslund
- Gump Worsley (1953-1954)
- Johnny Bower (1954-1955)
- Tony Esposito (1967-1968)
- Stan Smyl (1978-1991)
- Cam Neely (1983-1986)

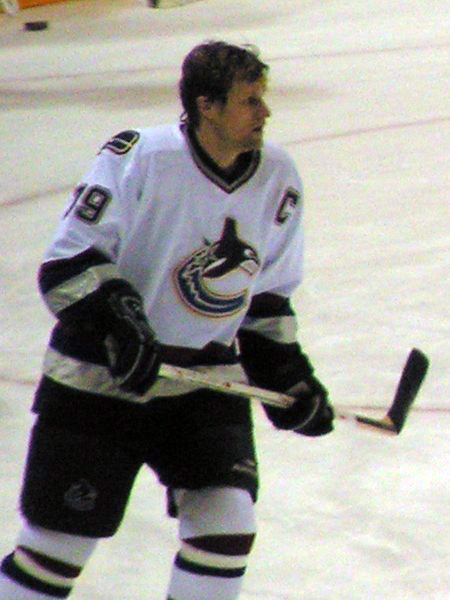
Markus Näslund

- Trevor Linden (1988-1998 en 2001-2008)
- Pavel Bure (1991-1999)
- Markus Näslund (1996-2008)
- Mark Messier (1997-2000)
- Todd Bertuzzi (1998-2006)
- Ed Jovanovski (1999-2006)
- Roberto Luongo (2006-heden)
- Henrik Sedin (1999-heden)
- Daniel Sedin (1999-heden)
- Mathias Ohlund (1994-2009)
- Mats Sundin (2009-2009)

### Aanvoerders
- Orland Kurtenbach (1970-1974)
- Geen aanvoerder (1974-1975)
- Andre Boudrias (1975-1976)
- Chris Oddleifson (1976-1977)
- Don Lever (1977-1979)
- Kevin McCarthy (1979-1982)
- Stan Smyl (1982-1990)
- Dan Quinn, Doug Lidster & Trevor Linden (1990-1991)  (drie aanvoerders)
- Trevor Linden (1991-1997)
- Mark Messier (1997-2000)
- Markus Näslund (2000-2008)
- Roberto Luongo (2008-2010)
- Hendrik Sedin  (2010-heden)

### Teruggetrokken nummers
- 12 - Stan Smyl (1978-91)
- 16 - Trevor Linden (1988-1998:2001-2008)
- 19 - Markus Naslund (1996-2008)
- 99 - Wayne Gretzky (verboden te dragen in de gehele NHL)

17 december 2008 werd nummer 16 van Trevor Linden de hoogte ingehesen in GM Place.
11 december 2010 werd het nummer van Markus Naslund teruggetrokken in Rogers Arena.